# Micheelsenite
La micheelsenite è un minerale appartenente al gruppo dell'ettringite.